# Canis dirus
Aenocyon dirus · Loup sinistre, Loup terrible
Genre
Espèce
Statut de conservation UICN

 EX  : Éteint
Répartition géographique
Aenocyon dirus (autrefois désigné sous le nom de Canis dirus), désigné vulgairement sous les noms de loup sinistre ou encore loup terrible, est une espèce de canidés qui a vécu en Amérique du Nord et en Sibérie au Pléistocène et s'est éteinte il y a environ 10 000 ans.

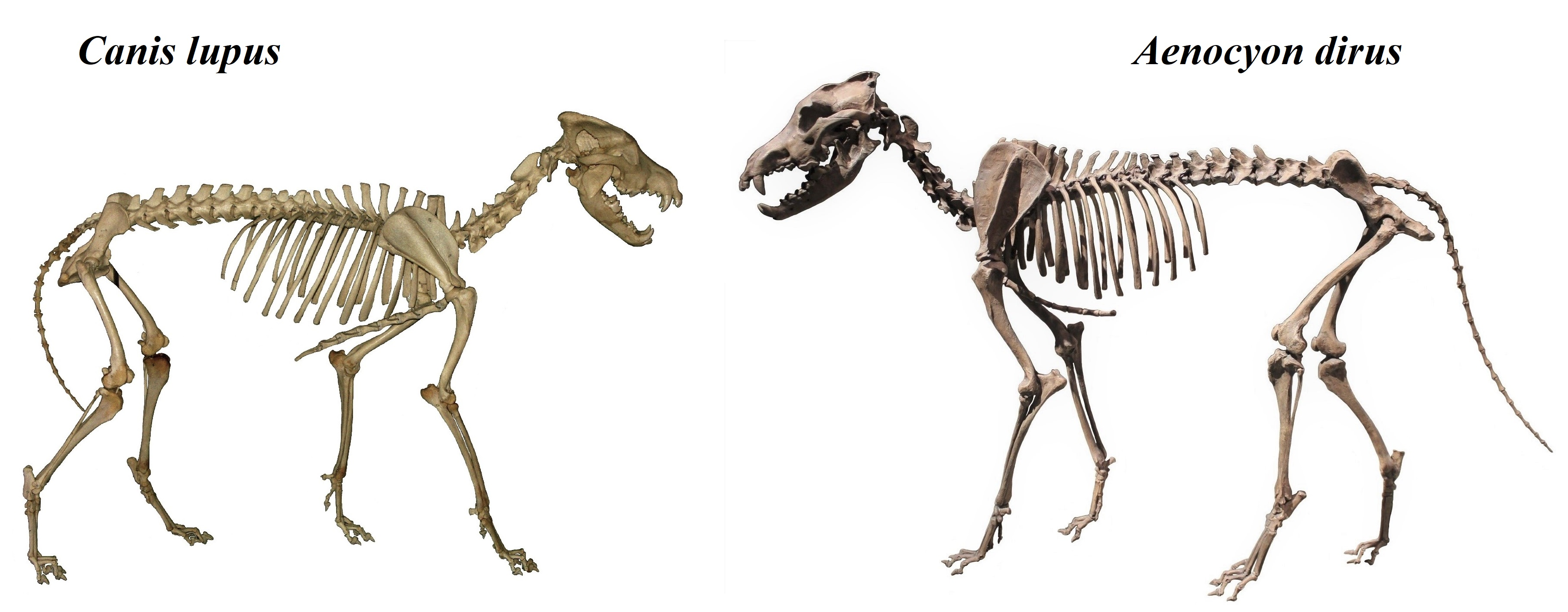
Comparaison entre le squelette du Loup gris (Canis lupus), à gauche, et celui dAenocyon dirus, à droite.

En avril 2025, l'entreprise Colossal Biosciences annonce avoir « ressuscité » cette espèce disparue en restaurant les caractères phénotypiques les plus marquants du loup sinistre chez un loup gris ; il s'agit toutefois bien de loups légèrement modifiés génétiquement, et aucunement de Aenocyon.

## Caractéristiques

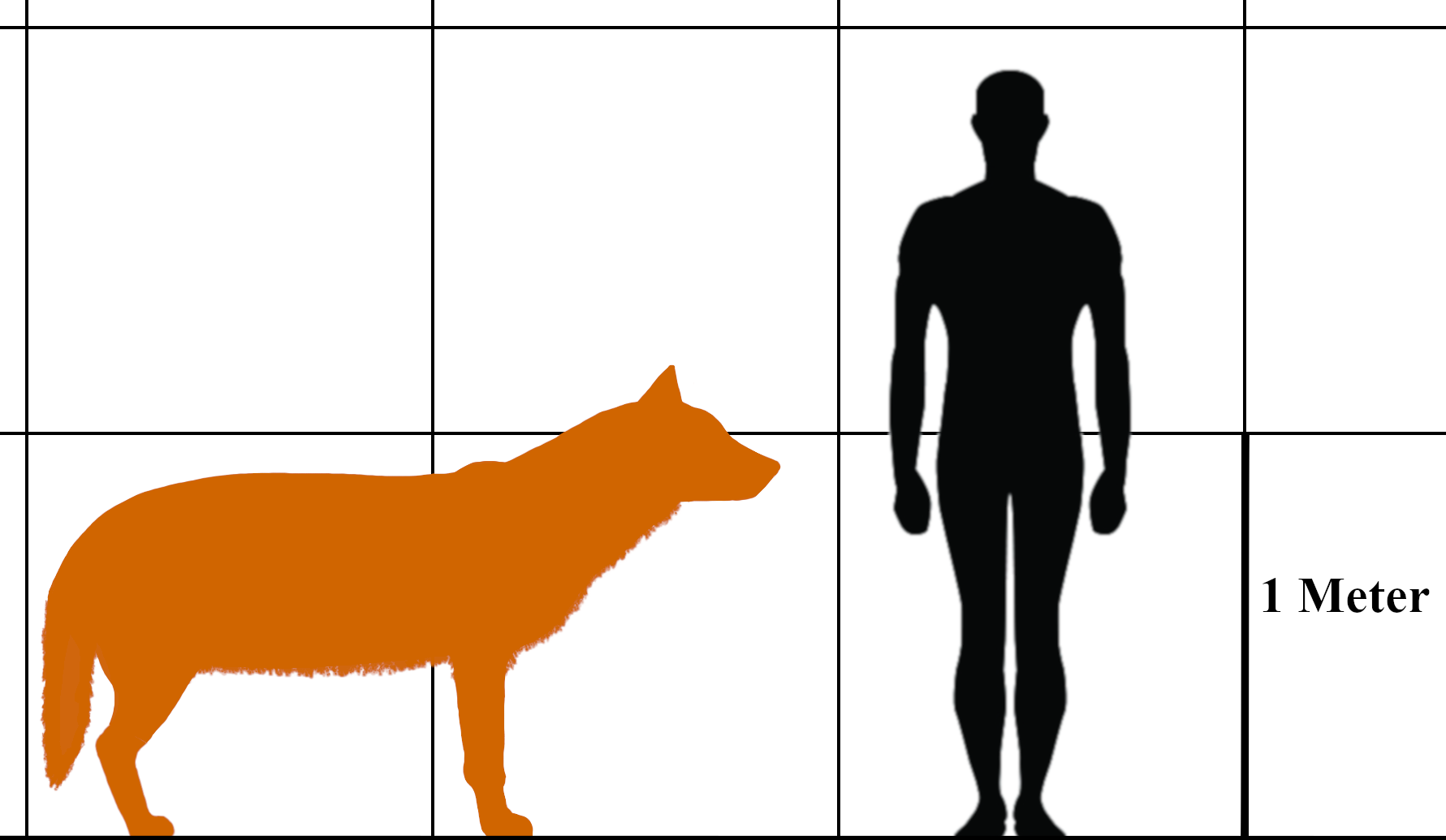
Comparaison de la taille avec l'humain.

Aenocyon dirus était plus gros que le Loup gris en taille et en allure, il mesurait environ 1,50 m de long et pesait en moyenne 68 kg pour la sous-espèce la plus grosse, le Aenocyon dirus dirus. Il est probable que ces loups vivaient en meutes, unies par des liens de famille, et qu’ils chassaient en groupes. La principale différence entre Canis lupus et Aenocyon dirus se trouve dans la structure du squelette, plus massif et plus lourd chez A. dirus. Ses pattes étaient proportionnellement plus courtes, sa tête plus grande et plus lourde (une tête retrouvée en Yakoutie en 2018 est longue de 41,5 cm, correspondant ainsi à la moitié du corps d'un loup contemporain), mais la capacité crânienne était moindre. Ses dents, plus grandes et plus fortes que celles du Loup gris, étaient capables de broyer des os. De telles caractéristiques suggèrent que c'était un moins bon coureur que les loups actuels et qu'il se nourrissait d'animaux peu rapides et de grande taille, ou de proies affaiblies et de charognes, un peu comme les hyènes actuelles, mais aussi comme d’autres prédateurs qui vivaient à son époque, les félins à dents de sabre comme le Smilodon, qui eux aussi présentaient des adaptations évolutives pour la chasse d'animaux de grande taille.

## Répartition et chronologie

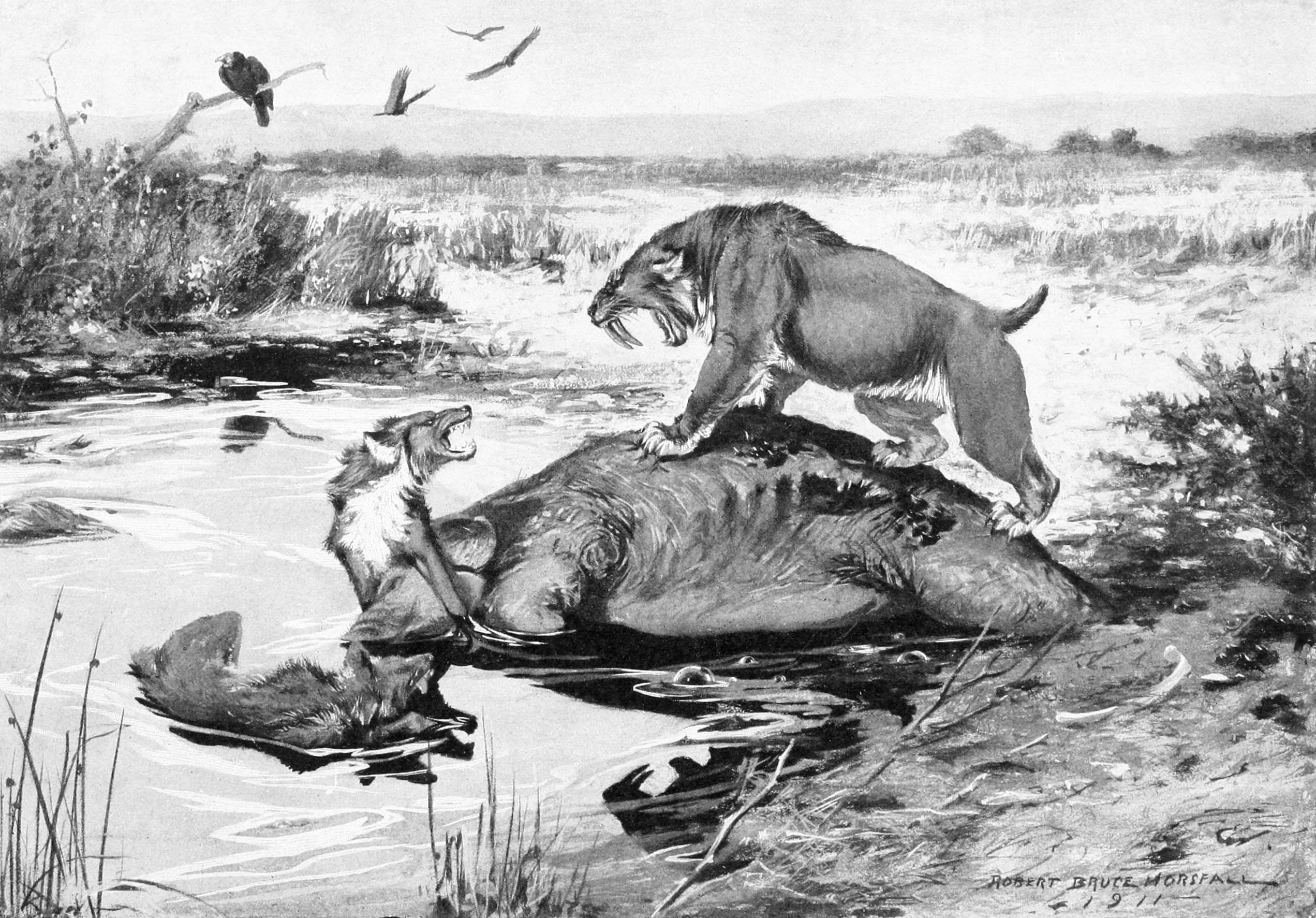
Illustration de deux Aenocyon dirus disputant une carcasse de Mammouth de Colomb à un Smilodon à La Brea, par R.Bruce Horsfall. Cette concurrence a probablement dû se dérouler, car ces deux animaux ont vécu à la même époque dans toute l'Amérique.

En Amérique, Aenocyon apparaît dans le registre fossile de l'Amérique du Nord il y a environ 100 000 ans. Il est rapidement devenu un superprédateur mais il a commencé à décliner il y a 16 000 ans, ce qui coïncide avec l'essor des populations humaine sur le continent américain. Les causes de son extinction ne sont pas établies clairement, mais on suppose qu’elles doivent être en rapport avec l'impact de l'homme sur la mégafaune de l'Amérique du Nord, d'une part, et avec le changement climatique qui suit la dernière glaciation, d'autre part. Au fur et à mesure que disparaissaient peu à peu ses proies traditionnelles, comme Megatherium (des paresseux géants), A. dirus a été réduit à un régime essentiellement nécrophage et s’est éteint voici 10 000 ans. Au contraire, le loup gris, qui se nourrissait d'animaux plus petits et plus rapides, a survécu à l'arrivée de l'homme et s’est maintenu jusqu’à nos jours.

## Fossiles

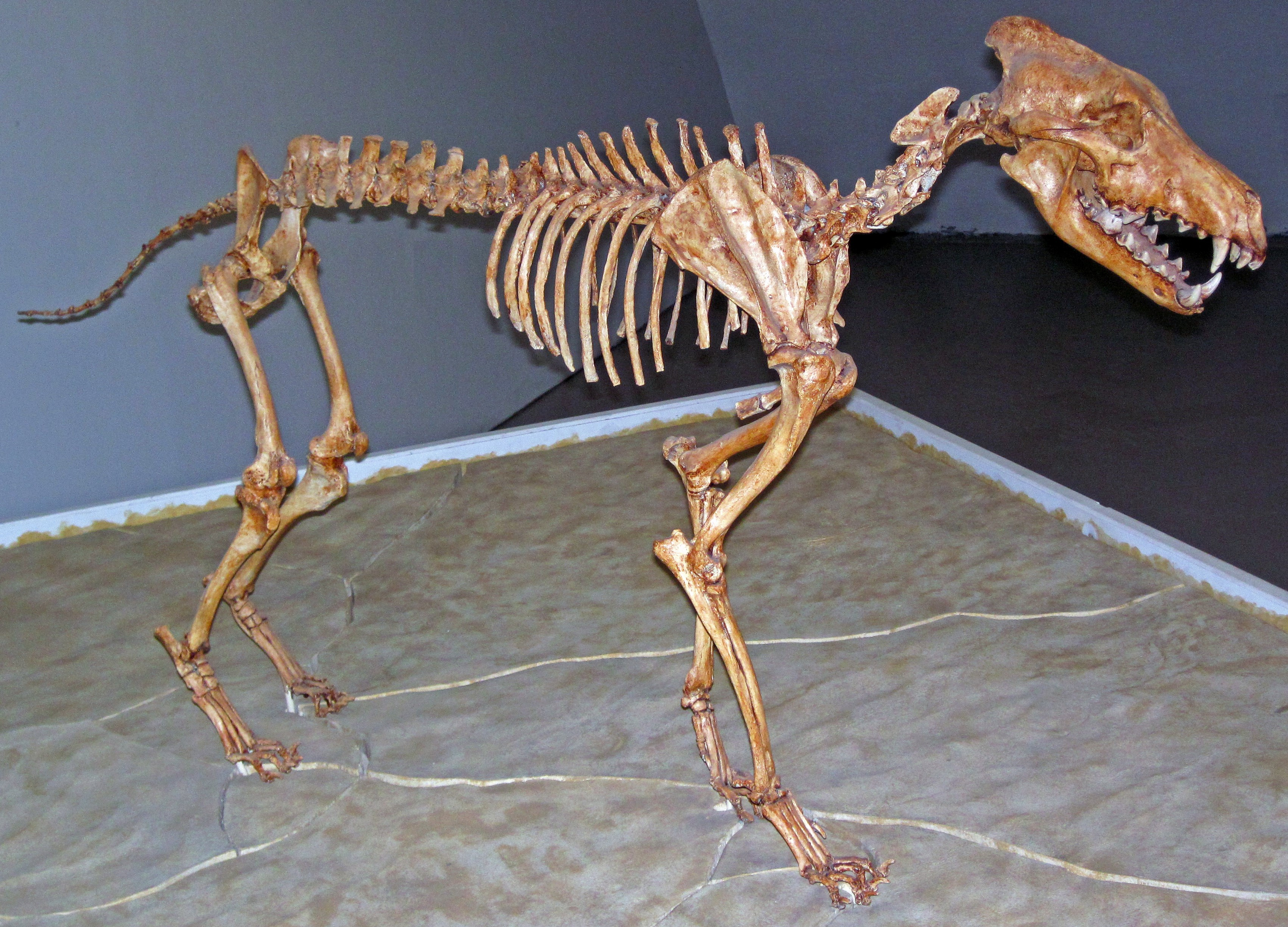
Squelette de Aenocyon dirus.

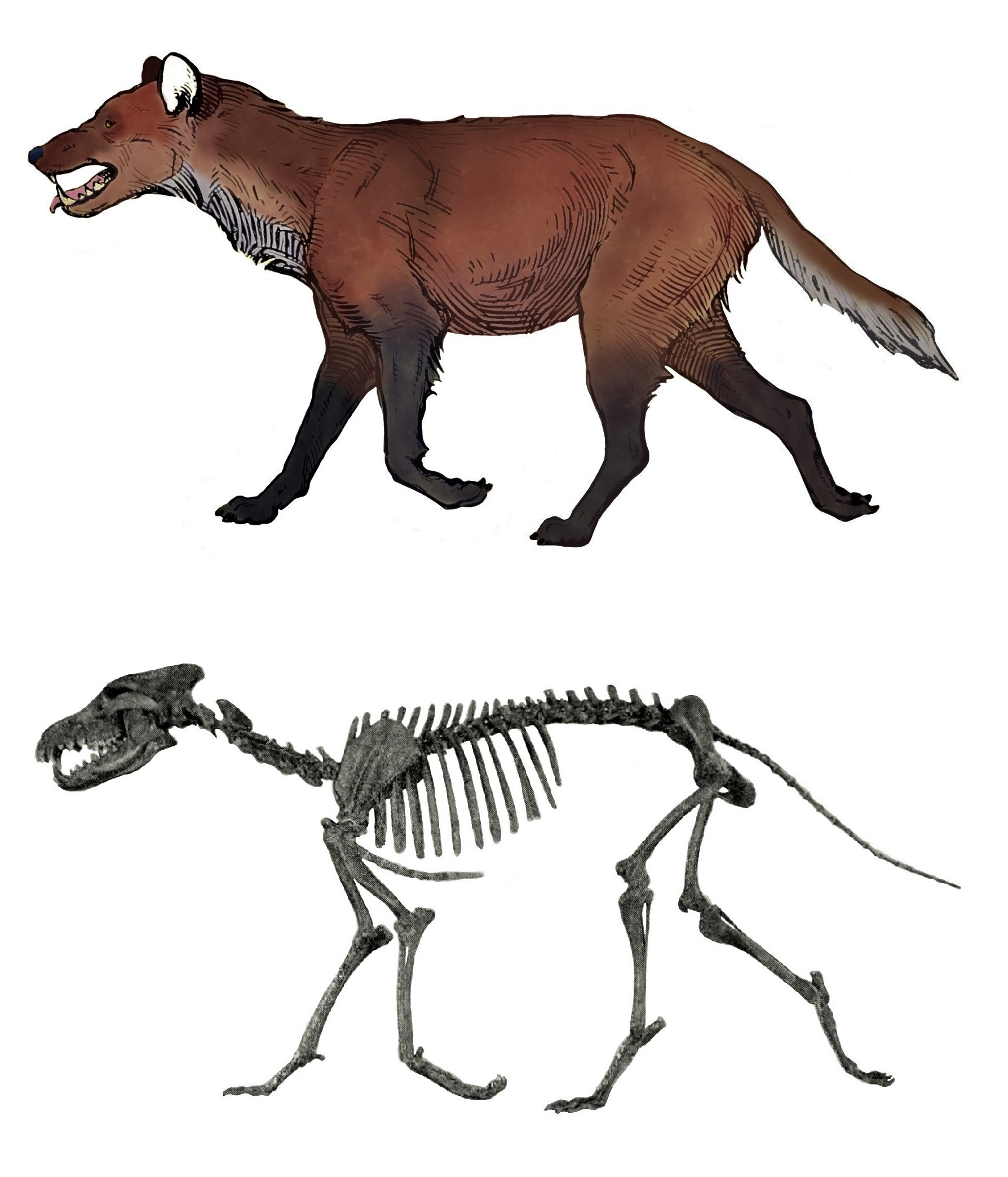
Reconstitution d'après le squelette.

Les premiers restes fossiles de Aenocyon dirus ont été découverts par Francis Linck sur les rives du fleuve Ohio en 1854, mais le principal gisement pour cette espèce se trouve dans les puits de bitume de La Brea en Californie où on en a découvert plus de 3 600 spécimens.
Une tête de loup congelée dans le pergélisol sibérien a été mise au jour en 2018, correspondant à un A. dirus âgé de 2 et 4 ans. À elle seule la tête, longue de 41,5 cm et dont le cerveau, les dents et la fourrure sont préservés, correspond à la moitié du corps d'un loup contemporain, montrant que ce loup des steppes du Pléistocène était bien plus grand que nos loups et couvert d'une épaisse fourrure.

## Taxonomie et évolution
En 2020, cinq génomes provenant de fossiles vieux de 13 000 à plus de 50 000 ans montrent que Aenocyon dirus (alors encore désigné sous le nom de Canis dirus), bien que morphologiquement similaire au Loup gris actuel, appartient à une lignée qui s'est séparée des autres Canidés il y a environ 5,7 millions d'années. Contrairement à de nombreux exemples d'hybridation chez les Canidés, ils ne montrent aucun flux génique entre Aenocyon dirus et les loups gris d'Amérique du Nord ou les coyotes. Cela suggère que Aenocyon dirus a évolué indépendamment des ancêtres pléistocènes de ces espèces. Ces résultats soutiennent également une origine précoce dans le Nouveau Monde, tandis que les ancêtres des loups gris, des coyotes et des dholes ont évolué en Eurasie et n'ont colonisé l'Amérique du Nord que relativement récemment.
En 1918, des restes fossiles, reconnus plus tard comme de la même espèce que les fossiles connus de C. dirus, avaient été placés dans un genre séparé, Aenocyon (« Loup terrible »). L'étude génétique de 2020, qui montre une grande divergence entre C. Dirus et la sous-tribu des Canina (en), tend à restaurer cet ancien classement.

## Systématique
Le nom valide complet (avec auteur) de ce taxon est Aenocyon dirus Leidy, 1858.
A. dirus a pour synonymes :
- Aenocyon ayersi (Sellards, 1916)
- Canis dirus (Leidy, 1858)
- Canis ayersi (Sellards, 1916)
- Canis indianensis (1869)
- Canis mississippiensis (Allen, 1876)

## «Résurrection»
En avril 2025, l'entreprise Colossal Biosciences annonce avoir eu recours au clonage et à l'édition génomique pour donner naissance à trois louveteaux génétiquement modifiés : Romulus et Rémus, deux mâles âgés de six mois, et Khaleesi, une femelle âgée de deux mois. Les chercheurs ont analysé le génome du Loup sinistre, extrait de deux échantillons anciens : une dent vieille de 13 000 ans et un osselet vieux de 72 000 ans. Après avoir comparé le génome de loups gris et de loups sinistres afin d'identifier les différences génétiques responsables des traits distinctifs de l'espèce éteinte, Colossal Biosciences a modifié le patrimoine génétique du Loup gris afin de reproduire ces traits. Des chiennes domestiques ont servi de mères porteuses pour les louveteaux,,. L'entreprise affirme que ces modifications génétiques mineures ont permis de ressusciter l'espèce du Loup sinistre, bien qu'« aucun ADN de loup sinistre ancien n'ait été intégré au génome du Loup gris ».
Ce travail a été globalement moins invasif qu'un clonage classique. Des cellules progénitrices endothéliales (en) ont d'abord été isolées à partir d'échantillons de sang de loup gris, puis quatorze gènes-clés du noyau ont été réécrits pour exprimer vingt traits censés représenter le phénotype du Loup sinistre. Quarante-cinq ovules génétiquement modifiés ont ainsi été produits, puis développés en embryons et insérés dans l'utérus de deux mères porteuses croisées. Un embryon s'est bien implanté chez chaque mère porteuse et Romulus et Remus sont nés par césarienne en octobre 2024, après soixante-cinq jours de gestation. Le processus a été répété avec une troisième mère porteuse, qui a donné naissance à Khaleesi,,.
Le qualificatif de résurrection et l'attribution de ces trois individus à l'espèce prétendument ressuscitée sont cependant contestés : la manipulation génétique n'a porté que sur 14 gènes alors que Aenocyon dirus et C. lupus, qui appartiennent à deux genres distincts et dont le dernier ancêtre commun remonte à au moins six millions d'années, diffèrent par une dizaine de millions de paires de base,.
L'UICN inclut un groupe scientifique de spécialistes des loups (Canid Specialist Group ou CSG) qui est l'organisme scientifique de référence sur l'état et la conservation des espèces de canidés. Mi-avril 2025, le CSG a reconnu la prouesse scientifique et technique de cette modification génétique, mais rappelle que les deux espèces étaient en réalité distinctes par des milliers de gènes, alors que le travail de Colossal n'a porté que sur quelques gènes, visant à recréer des traits phénotypique. Le CSG invite interroge la pertinence de telles manipulations génétiques dans un cadre de conservation, et appelle à ce que ceci ne détourne pas l'attention des problèmes actuels et cruciaux de la conservation des espèce, qui nécessite de protéger les populations existantes dans des écosystèmes fonctionnels. Les loups et de nombreuses autres espèces sont d'abord menacé par la perte et la dégradation de leurs habitats, par les conflits humains-faune, les espèces invasives, les maladies et la perturbation des processus naturels. Les efforts de conservation souffrent souvent d'un manque de financements et d'accès aux technologies. L'UICN appelle à des partenariats avec des entreprises de génie génétique (même motivés par des intérêts commerciaux), mais à condition qu'ils soutiennent les objectifs de conservation, par exemple pour supprimer des mutations néfastes, en augmentant la diversité génétique dans des populations en danger ou en recréant des variations ancestrales perdues ; mais il est prématuré de les présenter comme des solutions immédiates. Et ceci ne doit pas faire oublier les besoins urgents de restauration, préservation et gestion des écosystèmes. 
La création de ces trois loups gris génétiquement modifiés (qui ne sont que des proxies de l'espèce éteinte) a eu un fort écho médiatique, mais selon l'UICN, elle ne contribue pas à la conservation, notamment car l'espèce disparu 12 000 ans plus tôt, évoluait dans un écosystème qui n'existe plus ; le loup gris occupe un espace écologique très différent, avec autre gamme de proies. Cette modification génétique ne répond pas aux principes directeurs de l'IUCN SSC sur la reconstitution d'espèces pour des bénéfices en conservation. Selon les experts du CSG, aucune preuve ne permet de dire que ces 3 loups génétiquement modifiés sont phénotypiquement distincts du loup gris, ni qu'ils ressemblent vraiment à Aenocyon dirus, et le peu de connaissance sur l'écologie et le comportement du loup disparu, rend toute comparaison fragile.
De l'aveu même des scientifiques qui conseillent Colossal, « Il n'y a aucune chance que le loup sinistre ait jamais ressemblé à ça », et certaines modifications comme le pelage blanc avaient pour principal but d'impressionner les médias et de rapprocher les animaux obtenus de ceux qu'on voit dans la série Game of Thrones.
Selon Ben Novak, de l'organisation « Revive & Restore », « Le loup sinistre correspond parfaitement au modèle de désextinction de Jurassic Park ». Ces animaux présentent les caractéristiques d'espèces éteintes et, à sa connaissance, ne sont pas destinés à être relâchés dans la nature : « Ce n'est que pour le spectacle ». De même pour Tom Gilbert, généticien de l'évolution à l'université de Copenhague et conseiller scientifique chez Colossal, « C'est un chien avec 20 modifications. [...] Si vous publiez des descriptions qui peuvent être si facilement falsifiées, vous risquez de nuire à la réputation de la science ».

## Dans la culture
- Le groupe américain Grateful Dead a intitulé une de ses chansons Dire Wolf, c'est-à-dire Aenocyon dirus en anglais ; cette chanson figure sur l'album Workingman's Dead (1970).
- Des Aenocyon (à l'époque Canis dirus) sont présents dans la série de romans Le Trône de fer, ainsi que dans son adaptation télévisée Game of Thrones. D'autres animaux ayant disparu de notre monde font partie de cet univers comme des mammouths et des aurochs.
- Dans le jeu Ark: Survival Evolved, on peut trouver dans la région de neige et de glace des Aenocyon dirus dits Loups sinistres. Aenocyon dirus est également présent dans le jeu Age of Empires II.
- Dans le manga Cage of Eden, on peut retrouver une meute de ces loups (chapitres 43 à 47).
- Dans le light novel chinois Occultiste du Monde des Mages (巫界术士, Warlock of the Magus World), on peut trouver une meute de ces loups (chapitres 9 à 11).
- Dans le manga Moi, quand je me réincarne en slime (Tensei shitara slime datta ken), on peut trouver une meute de direwolves à partir du chapitre 3.
- Dire Wolf est un éditeur de jeux de société américain, basé à Denver dans le Colorado.